# Rinxent
Rinxent är en kommun i departementet Pas-de-Calais i regionen Hauts-de-France i norra Frankrike. Kommunen ligger i kantonen Marquise som tillhör arrondissementet Boulogne-sur-Mer. År 2022 hade Rinxent 3 007 invånare.

## Befolkningsutveckling
Antalet invånare i kommunen Rinxent
| Referens: INSEE |